# Hundslund
Hundslund er en by i Østjylland med 561 indbyggere  (2024), beliggende 15 km nordøst for Horsens og 11 km sydvest for Odder. Hundslund hører til Odder Kommune og ligger i Region Midtjylland.
Byen hører til Hundslund Sogn, og Hundslund Kirke ligger i byen.

## Faciliteter
- Hundslund Købmandsgård blev stiftet i 2011 som en selvejende institution med over 150 andelshavere. Butikken drives af ca. 35 personer, der næsten alle er frivillige. 16. august 2014 udbrændte lejligheden oven over købmandsbutikken, som blev vandskadet ved slukningen.[2] Butikken måtte flytte i midlertidige lokaler indtil købmandsgården kunne genåbnes 27. februar 2015.
- Hundslund Skole og Børnehus har 136 elever, fordelt på 7 klasser, samt SFO'en Dillen med 48 børn.[3] Byen har den kommunale børnehave Solstrålen og dagplejere samt det private pasningstilbud Skomagerhuset for aldersgruppen 0-3 år.
- Hundslund-Oldrup Kraftvarmeværk er i december 2017 ved at afslutte opførelsen af et halmvarmeværk. Det skal give lavere varmepriser end den hidtidige fyring med naturgas.[4]
- Hundslund har idrætshal med fitnesscenter, sportsplads med multibane, tennisbane og petanquebane. Hallen har en dårlig økonomi, fordi der er nedgang i alle idrætsgrene. På et borgermøde 12. oktober 2016 samlede man ideer, der kunne give hallen flere indtægter.[5]

Et stort debatemne på borgermødet var også den lukkede kro, der skæmmer byen. Ejeren har ikke fået tilladelse til at ombygge den til lejligheder, fordi der er stor risiko for skimmelsvamp.

## Historie

### Landsbyen
Hundslund landsby bestod i 1682 af 5 gårde. Det samlede dyrkede areal udgjorde 206,4 tønder land skyldsat til 30,86 tønder hartkorn. Dyrkningsformen var trevangsbrug.

### Stationsbyen
I 1879 blev forholdene beskrevet således: "Kirken i Nærheden af Sognebyen; Byerne Hundslund med Præstegaard og Skole".
I 1904 – samme år som jernbanen kom – blev byen beskrevet således: "Hundslund, ved Landevejen, med Kirke, Præstegd., Skole, privat Forskole, Forsamlingshus (opf. 1880), Lægebolig, Sparekasse (opr. 1872...Antal af Konti 307) og Teglværk". Hundslund havde 287 indbyggere i 1911 og 315 indbyggere i 1916.
Hundslunds udvikling var begrænset i mellemkrigstiden. Byen havde 292 indbyggere i 1921, 294 i 1925, 349 i 1930, 337 i 1935 og 380 indbyggere i 1940. I 1930 var fordelingen efter næringsveje: 66 levede af landbrug, 105 af håndværk og industri, 40 af handel, 23 af transport, 19 af immateriel virksomhed, 38 af husgerning, 54 var ude af erhverv og 4 havde ikke angivet indkomstkilde.
Hundslund oplevede en svag befolkningsvækst i efterkrigstiden. Byen havde 398 indbyggere i 1945, 392 i 1950, 389 i 1955, 414 i 1960 og indbyggere i 404 i 1965.

### Jernbanen
Hundslund havde station på Horsens-Odder Jernbane (1904-67). Stationsbygningen blev tegnet af arkitekt Heinrich Wenck. Den er bevaret på Guldagervej 6. Stationens varehus væltede under orkanen 3. december 1999, og Odder Kommune, der dengang ejede huset, ønskede ikke at genopbygge det.
I den nordøstlige ende af Guldagervej starter den 5 km lange Hundslund-Åkær natursti, der følger det gamle banetracé langs Ladegårds Ådal og Åkær Ådal. Desuden er 1 km af banetracéet bevaret fra Langgade mod vest til Tendrup Vestermark.